# (3198) Wallonia
(3198) Wallonia (1981 YH1) – planetoida z grupy przecinających orbitę Marsa okrążająca Słońce w ciągu 3,22 lat w średniej odległości 2,18 au. Odkryta 30 grudnia 1981 roku.